# ART Grand Prix
ART Grand Prix, tidigare ASM Formule 3, är ett team som tävlar i GP2, DTM F3 Euroseries och GP3.
ART har vunnit GP2-mästerskapet tre gånger, genom Nico Rosberg 2005, Lewis Hamilton 2006, samt Nico Hülkenberg 2009. Stallet är även 2000-talets första decenniums överlägste mest framgångsrika stall i formel 3, sedan man lyckades ta sex raka titlar i F3 Euroseries, de första fyra under namnet ASM Formule 3. F3-stallet bytte namn till ART först säsongen 2008. 
ART:s bilar karaktäriseras av en rödvit design, med vitt som huvudfärg. Mindre skillnader kan förekomma, beroende på förarnas privata sponsorer, men ART är ett av få team i juniorserier till formel 1 som har en huvudfärg oberoende av förarnas privata sponsorer. 
Säsongen 2010 leds ART:s kampanj i GP2 av formel 3-stjärnan Jules Bianchi, medan stallet signerat välrenommerade förare till både GP3 och F3 Euroseries.

## Förare 2010

### GP2
- Jules Bianchi
- Sam Bird

### GP3
- Esteban Gutiérrez
- Alexander Rossi
- Pedro Enrique

### F3 Euroseries
- Valtteri Bottas
- Alexander Sims
- Jim Pla

## GP2

### Förartitlar
- Nico Rosberg 2005
- Lewis Hamilton 2006
- Nico Hülkenberg 2009

### Andraplatser
- Lucas di Grassi 2007

### Tredjeplatser
- Alexandre Prémat 2006

### Teammästerskap
- 2005
- 2006
- 2009

### GP2 Asia-titlar
- Romain Grosjean 2008

## F3 Euroseries

### Förartitlar
- Jamie Green 2004
- Lewis Hamilton 2005
- Paul di Resta 2006
- Romain Grosjean 2007
- Nico Hülkenberg 2008
- Jules Bianchi 2009

### Andraplatser
- Alexandre Prémat 2004
- Adrian Sutil 2005
- Sebastian Vettel 2006

### Tredjeplatser
- Olivier Pla 2003
- Nico Hülkenberg 2007
- Jules Bianchi 2008
- Valtteri Bottas 2009